# NGC 4755
NGC 4755 (também conhecido como Caixa de Joias, Aglomerado Kappa Crucis e Caldwell 94) é um aglomerado estelar aberto localizado a 6 445 anos-luz da Terra na constelação de Crux. Sua principal estrela é Kappa Crucis, de magnitude aparente 5,98.